# 前列腺小囊
前列腺小囊（prostatic utricle），又称为男性阴道（vagina masculina），是位于男性前列腺尿道后壁精阜中央的小凹陷。射精管开口于其下方两侧。
前列腺小囊没有生理功能，与女性生殖系统中的子宫和上阴道为同源器官，是中肾旁管远端的胚胎遗迹，不过这一点存有争议。

前列腺尿道细部图

前列腺小囊有时还会出现扩张。